# يوجين بوردن
يوجين بوردن (بالإنجليزية: Eugene Borden) هو ممثل أمريكي، ولد في 21 مارس 1897 في باريس في فرنسا، وتوفي في 21 يوليو 1971 في وودلاند هيلز، كاليفورنيا في الولايات المتحدة.

## أعمال

### أفلام
- (1940) علامة زورو
- (1950) يوم في المدينة
- (1951) أمريكي في باريس
- (1955) أن تمسك لصا[5]
- (1955) اللحن المقطوع

## وصلات خارجية
- يوجين بوردن على موقع IMDb (الإنجليزية)
- يوجين بوردن على موقع ألو سيني (الفرنسية)
- يوجين بوردن على موقع أول موفي (الإنجليزية)
- يوجين بوردن على موقع قاعدة بيانات برودواي على الإنترنت (الإنجليزية)
- يوجين بوردن على موقع قاعدة بيانات الأفلام السويدية (السويدية)
- يوجين بوردن على موقع قاعدة بيانات الفيلم (الإنجليزية)
- يوجين بوردن على موقع كينوبويسك (الروسية)